# Tania Freiin von Uslar-Gleichen
Tania Ruth Hilde Freiin von Uslar-Gleichen (* 3. Juli 1964 in München) ist eine deutsche Juristin und Diplomatin. Vom 1. Juli 2019 bis zum 28. Februar 2022 war sie Vizepräsidentin des Bundesnachrichtendienstes (BND). Seitdem ist sie Beauftragte für Fragen des allgemeinen und besonderen Völkerrechts im Auswärtigen Amt.

## Familie und Ausbildung
Sie stammt aus dem niedersächsischen Adelsgeschlecht Uslar-Gleichen. Der Wehrmachtsoffizier und spätere Brigadegeneral der Bundeswehr Harald Freiherr von Uslar-Gleichen war ihr Großvater, ihr Vater ist Brigadegeneral a. D. Hasso Freiherr von Uslar-Gleichen. 
Tania von Uslar-Gleichen lebte von 1978 bis 1981 für einige Jahre in Washington, D.C. und besuchte dort die Deutsche Schule. Ihr Vater war zu dieser Zeit Militärattaché an der dortigen Botschaft.
Von 1983 bis 1989 studierte sie Rechtswissenschaften an der Ludwig-Maximilians-Universität München. Im Jahre 1989 legte sie die erste juristische Prüfung ab, absolvierte von 1989 bis 1992 ihr Rechtsreferendariat und 1992 ihre zweite juristische Staatsprüfung. Uslar-Gleichen begann danach eine Dissertation, die sie aber nicht vollendete.

## Laufbahn
Von 1993 bis 1994 durchlief sie die 14-monatige Attachéausbildung des Auswärtigen Amts in Bonn. Im Anschluss war sie Referentin im Büro des Staatsministers für Europaangelegenheiten im Auswärtigen Amt. Tania von Uslar-Gleichen war von 1995 bis 1998 an der Botschaft Budapest eingesetzt. Es folgte eine Verwendung im Personalreferat des Auswärtigen Amts in Bonn und Berlin. Danach war sie von 2001 bis 2004 in der Ständigen Vertretung der Bundesrepublik Deutschland bei der Europäischen Union in Brüssel sowie als Verbindungsperson zu dem damaligen Hohen Vertreter für die Gemeinsame Außen- und Sicherheitspolitik, Javier Solana, tätig.
Anschließend war von Uslar-Gleichen bis 2006 stellvertretende Referatsleiterin des Referats Konfliktprävention in der Abteilung Vereinte Nationen und bis 2010 Stabschefin der Leiterin der Policy Unit, Helga Schmid, im Generalsekretariat des Rates der Europäischen Union in Brüssel. 2010 wurde sie für drei Jahre zum Bundeskanzleramt in Berlin als Referatsleiterin „Europapolitische Beziehungen zu EU-Mitgliedstaaten und EU-Außenbeziehungen“ abgeordnet. Von 2014 bis August 2018 war von Uslar-Gleichen ständige Vertreterin des Leiters der Botschaft London. Als Geschäftsträgerin ad interim hatte sie zeitweise auch die Leitung der Botschaft inne. Danach bekleidete sie das Amt der Beauftragten für Menschenrechte, Internationale Entwicklung und Soziales im Auswärtigen Amt und war als Ressortkoordinatorin für nachhaltige Entwicklung tätig, was ihr die Beförderung in die Besoldungsgruppe B 6 nach Bundesbesoldungsordnung einbrachte.
Zum 1. Juli 2019 wurde von Uslar-Gleichen Nachfolgerin von Ole Diehl, der als Botschafter an die Deutsche Botschaft Bagdad ging, und damit als erste Frau Vizepräsidentin des BND. Zum 1. März 2022 übernahm Diehl erneut das Amt eines Vizepräsidenten des BND. Uslar-Gleichen kehrte als Beauftragte für Fragen des allgemeinen und besonderen Völkerrechts in die Zentrale des Auswärtigen Amts zurück.
Uslar-Gleichen übernahm als Leiterin der Rechtsabteilung des Auswärtigen Amts die Verteidigung der Bundesrepublik Deutschland, nachdem am 1. März 2024 die Regierung von Nicaragua beim Internationalen Gerichtshof in Den Haag eine Klage wegen „Beihilfe zum Völkermord im Gazastreifen durch die Lieferung von Waffen an Israel“ eingereicht hatte.